# Claro fair trade
Die claro fair trade AG, kurz claro genannt, ist ein Schweizer Handelsunternehmen mit Sitz in Orpund bei Biel.
Das Unternehmen handelt mit Lebensmitteln und Kunsthandwerkserzeugnissen, die nach den Kriterien des Fairen Handels (FLO, WFTO) im Weltsüden hergestellt werden. Neben der Belieferung der claro-Verlagsläden re-exportiert das Unternehmen etwa 50 Prozent seiner Einkäufe wieder und gilt neben Gepa, Fair Trade Organisatie und Oxfam als wichtiger Partner in der Kontrolle und Regulation des Fairen Handels. Untersuchungen und statische Analysen der Fair-Trade-Ökonomie nennen das Unternehmen unmittelbar nach der deutschen Gepa als Lieferant für Zahlenmaterial.

## Geschichte

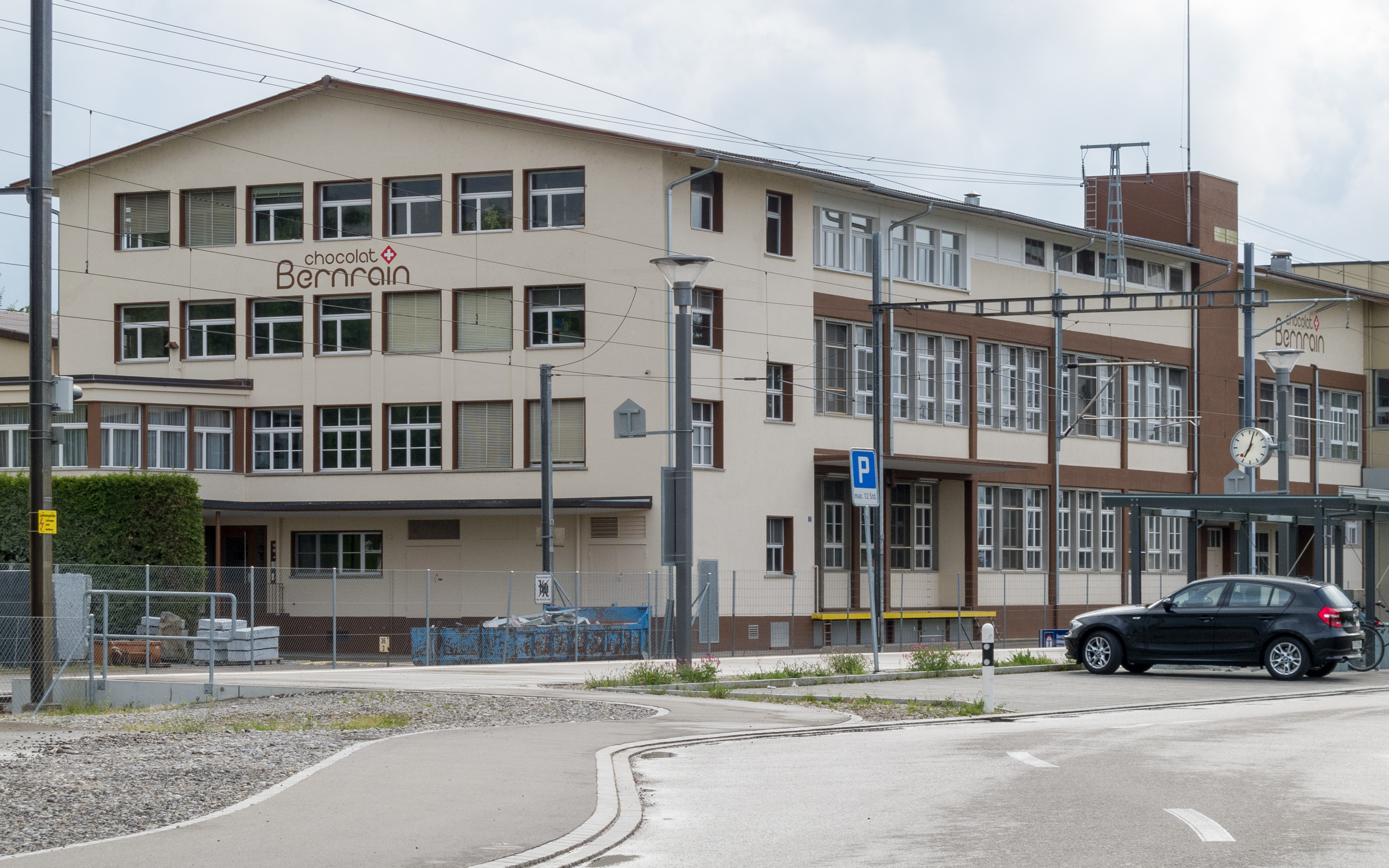
Chocolat Bernrain in Kreuzlingen

Am 22. Juni 1977 wurde auf Anstoss der Erklärung von Bern die Importgesellschaft OS3, Organisation Suisse Tiers Monde mit Sitz in Sonceboz gegründet. Die erste Produzentenorganisation, mit der das Unternehmen zusammenarbeitete, ist Corr – The Jute Works in Bangladesh. Sie stellt Jutetaschen her, die in den 1970er Jahren die Fair-Trade-Bewegung mit ausgelöst haben.
In den folgenden Jahren wurde das Angebot sukzessive um Produkte aus den Drittweltländern erweitert, beispielsweise durch Kaffee aus Tansania, Tee aus Sri Lanka, Rohrzucker von den Philippinen. 1985 kam das Unternehmen auch in Kontakt mit der bolivianischen Organisation El Ceibo, von der sie fortan Kakao bezog. Auf der Suche nach weiteren Verwendungs- und Absatzmöglichkeiten für Kakao und Zucker entwickelte claro zusammen mit dem Schweizer Schokoladenhersteller Chocolat Bernrain die erste Fair-Trade-Schokolade und brachte diese 1991 auf den Markt. Als Gründungsmitglied der 1990 gegründeten Vereinigung europäischer Fair-Handelsorganisationen «European Fair Trade Association» (EFTA) nahm das Unternehmen fortan eine wichtige Rolle bei der Festlegung von Fair-Trade-Kriterien und -Standards ein. Später nahm es ebenfalls eine Schlüsselrolle ein bei der Gründung des Schweizer Forum Fairer Handel, der Schweizer Dachorganisation für den Fairen Handel, die heute als Swiss Fairtrade firmiert. 1997 wurde die Importgenossenschaft OS3 in die Aktiengesellschaft claro fair trade AG umgewandelt. Im gleichen Jahr wurde die Fairtrade Labelling Organizations International (FLO) gegründet.

## Produkte
Das bekannteste Produkt ist die seit 1991 hergestellte Fair-Trade-Schokolade Mascao, die aus bio-zertifizierten Rohstoffen hergestellt wird. Das Unternehmen handelt zudem mit anderen Produkten. Die Lebensmittel tragen mehrheitlich das Max-Havelaar-Gütesiegel.

### Lebensmittel
- Kaffee: Espresso, Kaffee, koffeinfreier Kaffee, Spezialitätenkaffee
- Tee: Schwarztee, Grüntee, Rooibos, Weisstee, Kräutertee, Gewürztee
- Kakaoprodukte: Tafel-Schokolade, Kakaopulver, dragierte Produkte (Rosinen, Mandeln, Paranüsse)
- Gewürze und Kräuter: div. Pfeffersorten, Curry, Muskatnuss, Vanille, Kardamom, Kurkuma, Ingwer, Kreuzkümmel, Koriander, Nelken, Senfkörner, Zimt, Za'atar
- Säfte und Konzentrate: Orangensaft, Mangosaft, Früchtenektar und diverse Fruchtsirups
- Honig (Trachtenhonige), Konfitüre, Brotaufstrich
- Zucker (Mascobado) und Süssmittel
- Müesli und Flocken
- Reis, Getreide, Quinoa
- Dürrfrüchte, Nüsse, Saaten
- Gebäck und Süssigkeiten

### Kunsthandwerk
- Schmuck
- Handtaschen, Einkaufskörbe
- Schals und andere Modeaccessoires
- Kochutensilien, Keramik, Körbe und andere Wohnaccessoires
- Spielsachen

## Verkaufsstruktur
Die fair gehandelten Produkte sind in der Schweiz vor allem in claro-Läden, in Weltläden, Magasins du Monde (Westschweiz), Botteghe del Mondo (Tessin), in Bioläden, Reformhäusern und im Detailfachhandel erhältlich. Ausserhalb der Schweiz ist vor allem die Fair-Trade-Schokolade bekannt, die über EFTA-Partner und Alternative Trading Organizations (ATO) in 18 Ländern vertrieben wird.